# Operation Tanne Ost
Operation Tanne Ost ("Gran öster") var en tysk operation under det andra världskriget i vilken man strävade efter att erövra ön Hogland (finska Suursaari, ryska Gogland) i Finska viken innan den skulle falla i sovjetiska händer. Hogland var speciellt viktigt eftersom ön fungerade som ett lås i den finska viken, varifrån man kunde hålla vakt över minfälten som höll den Sovjetiska Östersjöflottan i Kronstadt. Operationen var inledningsvis planerad att sammanfalla med en annan operation för att erövra de åländska öarna (Operation Tanne West), men som aldrig verkställdes.
Den 15 september 1944 steg en första omgång om 1 400 man från både Wehrmacht och Kriegsmarine ombord på fartyg i Tallinn. Före anfallet försökte den tyske kommendören förhandla med den finländske kommendören på Hogland eftersom han trodde att finländarna skulle lämna över ön till tyskarna utan något motstånd. Förhandlingarna blev ett fullständigt misslyckande och invasionen måste genomföras. När de tyska fartygen närmade sig Hogland öppnade de finländska kanonbesättningarna eld. De flesta trupperna klarade sig trots detta i land men där började de verkliga svårigheterna, bland annat eftersom finländarna var betydligt fler än man beräknat. Efter att solen gått upp anlände sovjetiska bombplan och började bomba de tyska fartygen. En andra våg av otränade Kriegsmarinetrupper drogs tillbaka innan de kunde landstiga. Operationen var ett fullständigt misslyckande, där finländarna kunde ta omkring 1 221 tyska krigsfångar.[källa behövs]
Denna operation markerade påbörjandet av fientligheterna mellan de tyska och finländska trupperna, Finlands tredje krig under det andra världskriget, som kom att bli känt som Lapplandskriget. Innan detta hade tyskarna påbörjat sin reträtt genom norra Finland utan missöden.